# Jean Gaupillat

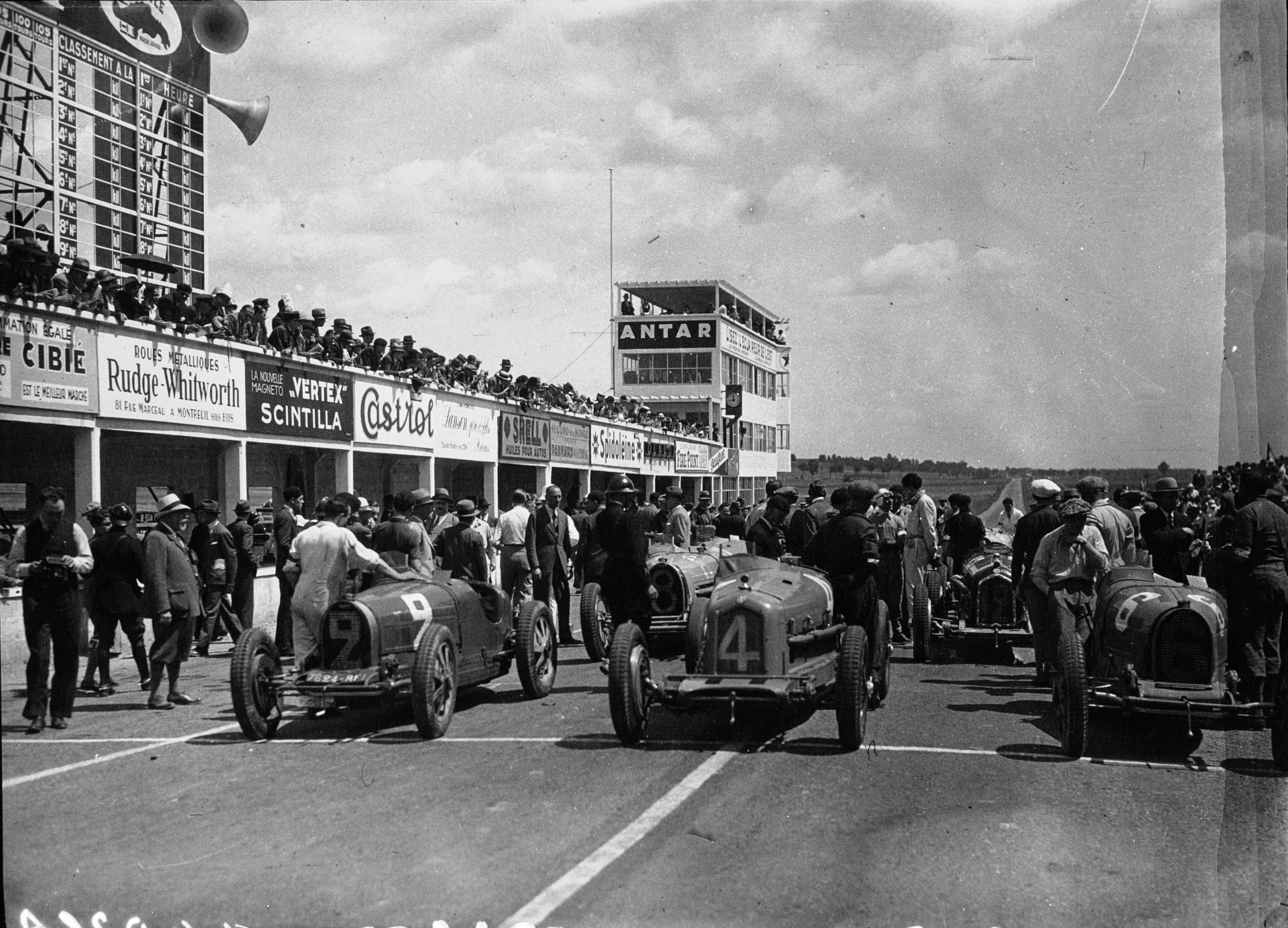
Grille de départ du Grand Prix de l'ACF 1932: Max Fourny est sur la première ligne en no 6 à droite, Philippe Étancelin au centre sur Alfa Romeo, et Jean Gaupillat à gauche sur Bugatti.

Jean Gaupillat, né le 6 janvier 1891 dans le 4e arrondissement de Paris, et décédé le 22 juillet 1934 à Dieppe âgé de 43 ans, est un ancien pilote automobile français sur circuits.

## Biographie
D'une fratrie de six, il est le fils unique de Marcel Gaupillat (?) et, le neveu de son frère Victor(?), dirigeant de la « Société Française des Munitions de chasse, de Tir et de Guerre » dans la Ruhr (ou SFM.), créant ainsi lui-même en 1928 la « Société Étampage de Précision Gaupillat » à Meudon dont l’objet est le matriçage et l’usinage de métaux non ferreux. Deux ans plus tôt il commencé la compétition automobile sur cyclecar BNC.
En 1929, il gagne la catégorie voiturettes du Grand Prix de Dieppe (dixième au général) ; l'année suivante il est deuxième de cette même catégorie. Toujours en 1929, il est quatrième du dernier Grand Prix Guipúzcoa (Gran Premio de España para Vehiculos Sport), associé à Louis « Sabipa » Charavel.
En 1931, il finit quatrième du Grand Prix d'Italie avec pour coéquipier Jean-Pierre Wimille (tous deux partis en première ligne, grâce à un véhicule acheté à Ernest Friderich alors concessionnaire sur La Riviera). Les deux hommes disputent le championnat d'Europe des pilotes et terminent de concert à la quatrième place grâce, encore à une septième position finale au Grand Prix de Belgique. En 1931 toujours, Gaupillat est deuxième (toujours associé à Wimille) du Grand Prix de La Baule, derrière William Grover-Williams.
En 1932 il est troisième au Cap d'Antibes, derrière Falchetto et Sommer, ainsi que cinquième à Marseille (Miramas). En 1933, il enchaîne les abandons.
Pilotant exclusivement des Bugatti privées à partir de 1928, il participe à quatre reprises au Grand Prix de l'ACF de 1930 à 1933. Sa seule participation aux 24 Heures du Mans en 1932 se solde par un abandon, alors associé au comte polonais Stanisław Czaykowski dont il était un grand ami.
Il se tue lors de la seconde manche de Grand Prix de Dieppe en 1934, pour sa sixième participation, en percutant un arbre. La SFM intègre alors les deux sociétés industrielles Gaupillat.
Ancien élève de l'École centrale, Gaupillat est décoré de la Légion d'honneur pour faits de guerre, alors qu'il était officier d'artillerie.
Il est enterré au cimetière des Longs Réages à Meudon.
En 1935, un monument dû à Georges Feray est élevé en sa mémoire près du virage du Val-Gosset où il s'est tué.

## Distinctions
- Chevalier de la Légion d'honneur